# Nucifraga
Pour les articles homonymes, voir Casse-noix (homonymie).
Genre
Nucifraga (en français cassenoix, écrit sans tiret contrairement à l'ustensile du même nom) est un genre de passereaux appartenant à la famille des Corvidae.

## Liste des espèces
D'après la classification de référence (version 5.2, 2015) du Congrès ornithologique international (ordre phylogénique) :
- Nucifraga columbiana – Cassenoix d'Amérique
- Nucifraga caryocatactes – Cassenoix moucheté
- Nucifraga multipunctata – Cassenoix du Cachemire

## Source
- Madge S. & Burn H. (1996) Corbeaux et Geais. Guide des Corbeaux, Geais et Pies du monde entier. Vigot, Paris, 184 p.